# Alexeï Ouvarov
Pour les articles homonymes, voir Ouvarov.
Le comte Alexeï Sergueïevitch Ouvarov (en russe : Граф Алексей Сергеевич Уваров), né le 28 février 1825 à Saint-Pétersbourg et décédé le 29 décembre 1884 à Saint-Pétersbourg, est un archéologue russe, membre honoraire de l'Académie impériale des sciences de Saint-Pétersbourg (1857), qui fut à l'origine des congrès archéologiques et l'un des fondateurs de la Société archéologique de Moscou (1857) et du Musée historique de Moscou.

## Famille
Alexeï Ouvarov est le fils du comte Sergueï Semionovitch Ouvarov et de son épouse, née comtesse Iekaterina Ivanovna Razoumovskaïa (1783-1849).
En 1859, il épouse la princesse Praskovia Sergueïevna Chtcherbatova (1840-1924), fille du prince Sergueï Alexandrovitch Chtcherbatov (1804-1872) et de son épouse, née Praskovia Borissovna Sviatopolk-Tchetvertinskaïa. La comtesse Ouvarova fit comme son mari une carrière d'archéologue.
Sept enfants naquirent de cette union :
- Alexeï Alexeïevitch Ouvarov (1859-1913), il épousa Anna Ivanonva Stenberg, dont il eut deux enfants : Nadine Alexeïevna Ouvarova et Sergueï Alexeïevitch Ouvarov, engagé volontaire au Régiment Préobrajenky le 25/07/1914, puis transféré au Régiment des Tartares à cheval de la cavalerie indigène du Caucase (1915-1917). Il organisa le premier train d'évacuation vers Sofia (Bulgarie) à l'automne 1917. Puis il émigra en France. Il épousa Nina L. Smirnova (1895-1987).
- Praskovia Alexeïevna Ouvarova : (1860-1834).
- Sergueï Alexeïevitch Ouvarov : (1862-1888).
- Iekaterina Alexeïevna Ouvarova : (1863-1863)
- Iekaterina Alexeïevna Ouvarova : (1864-1953)
- Fiodor Alexeïevitch Ouvarov : (1866-1954), président du conseil du district de Mojaïsk, membre du conseil d'État de l'assemblée des zemstvos de Moscou, il épousa la princesse Iekaterina Vassilievna Goudovitcha (1848-1948), sœur d'Alexandre Borissovitch Goudovitch. Après la Révolution russe, le couple émigra en France.
- Igor Alexeïevitch Ouvarov : (1869-1934), maréchal de la noblesse de Belski, il épousa Ielizaveta Nikolaïevna Khomiakova[1].

## Biographie
Le comte Alexeï Sergueïevitch Ouvarov était issu d'une famille de la noblesse russe de lointaine origine tatare.

### Enfance

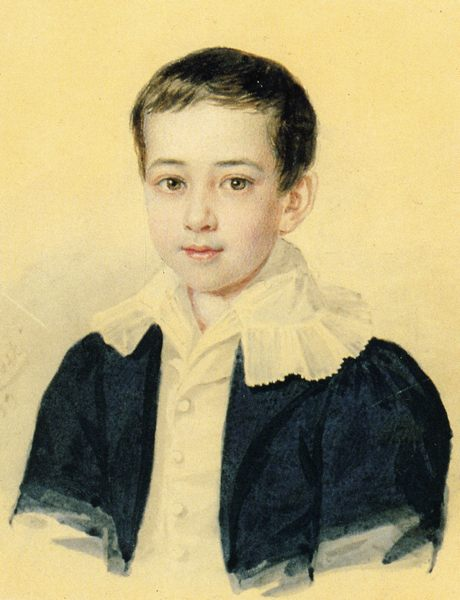
le comte Alexeï Sergueïevitch Ouvarov, en 1833, portrait du peintre Ivan Ksaverievitch Kanevski (1804-1867).

Enfant, il reçoit une solide éducation dans la propriété familiale, son père veillant personnellement à ses études, et lui enseignant lui-même les sciences humaines et sociales. Au département littéraire de l'Université impériale de Saint-Pétersbourg, Alexeï Ouvarov a comme professeur F.B. Grefe, l'un des fondateurs de l'école de philologie classique en Russie, qui lui enseigne la littérature grecque. Nikolaï Guéramissovitch Oustrialov (1805-1870) lui enseigne quant à lui l'histoire russe. En 1845, Ouvarov comte entre à l'Université de Berlin, puis à l'Université de Heidelberg pour parfaire sa formation. De retour en Russie, il occupe un poste au Ministère des Affaires étrangères, puis au Ministère de l'Intérieur.

### L'archéologue

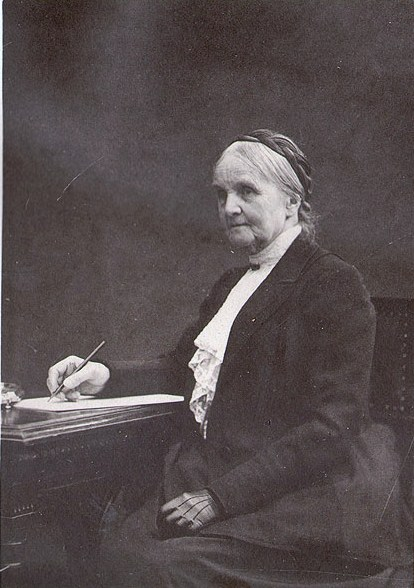
La comtesse Ouvarova, épouse du comte A. S. Ouvarov en 1910.

En 1848, Le comte reçoit l'autorisation de mener des études sur l'Antiquité, ainsi que des fouilles qui se déroulent à Rostov, Vladimir, Tchernigov et dans la ville féodale de Souzdal. Les résultats de ces investigations scientifiques sont publiées en russe et en français. Entre 1851 et 1854, il visite les villes de Vladimir, Iaroslavl, Ivanovo à l'est de Moscou), et également d'autres lieux de l'histoire de la 
Russie kiévienne. En 1854, de retour dans la province de Souzdal, Alexeï Sergueïevitch Ouvarov entreprend d'étudier le peuple des Meyrias (tribu finno-ougrienne), pour lequel il effectue des fouilles à Sarskoïe Gordichtche (fort-Sara), village médiéval fortifié construit sur la rive de la rivière Sara dans l'oblast de Iaroslavl). Le résultat de ses fouilles est publié sous le titre de : Les Meryans et leur mode de vie comme le montrent les fouilles de kourganes (terme turc pour désigner un tumulus).
D'autres investigations scientifiques l'amenent à Olbia du Pont, dans le gouvernement de Tauride et à Neapolis Scythe,.
Au cours des années suivantes, ses activités scientifiques cessent, car des événements douloureux viennent perturber son travail, comme le décès de son père survenu le 16 septembre 1855. Afin d'honorer sa mémoire, le comte dédie à son père le Prix de l'Académie des Sciences Ouvarov fondé en 1857. Prix décerné aux historiens et aux écrivains. Dans le même temps, il est placé à la tête de la Société archéologie russe et slave.
En 1864, il fonde la Société archéologique de Moscou, dont il est élu président à vie. Sous la présidence du comte Ouvarov, l'Académie se réunit tous les trois ans dans l'une des six villes anciennes de la Russie. Sur son conseil, une brochure destinée aux fouilles effectuées dans les tumulus est publiée. À l'initiative du comte, des fouilles sont effectuées dans les tumulus Krivitchi situés en Carélie du Nord et à Tver. Il montra un grand intérêt pour Ivan Fedorov (1520-1583), l'un des premiers fondateurs de l'imprimerie en Russie, dont avec d'autres personnalités, il travailla à l'élaboration de la biographie.
En 1881, le comte fait publier deux volumes  titrés L'Archéologie russe à l'époque préhistorique.
Entre 1872 et 1884, Alexeï Sergueïevitch Ouvarov travailla à la fondation du Musée historique, dont il élabora le règlement et le programme. Il en occupe le poste de directeur à partir de 1881. Les travaux de l'édifice achevés, une première exposition à propos des fouilles d'Ouvarov est organisée.
Les travaux d'Alexeï Sergueïevitch Ouvarov ont permis de grandement avancer la connaissance des cultures pré-slaves qui habitaient la partie européenne de l'Empire russe.

### Décès et inhumation
Le comte Alexeï Sergueïevitch Ouvarov meurt le 29 décembre 1884 à Moscou et est inhumé au couvent de Novodievitchi à Moscou.